# Sault St. Marie Croatia
Sault St. Marie Croatia je hrvatski nogometni klub iz Kanade, Sault Ste. Marie, osnovan 1973. godine. Član je Hrvatskog nacionalnog nogometnog saveza Kanade i SAD. Klub je bio domaćin Hrvatskog nacionalnog nogometnog turnira SAD-a i Kanade 2004. godine.